# Астинь
Царица А́стинь (др.-евр. ושתי‬, Вашти; др.-греч. Ἀστίν; перс. واشتی‎) — ветхозаветный персонаж; первая жена персидского царя Артаксеркса (евр. Ахашверош), согласно Книге Есфирь, входящей в Танах (Ветхий Завет). Она была изгнана за отказ явиться на царский пир, чтобы показать по воле царя свою красоту, и вместо неё царицей была избрана Есфирь. В мидраше она изображается нечестивой и тщеславной, в то время как феминизм считает её свободомыслящей героиней.

## В книге Есфирь
В книге Есфирь Астинь фигурирует как жена царя Ахашвероша (которого трактуют как Ксеркса, Артаксеркса I или Артаксеркса II). Когда царь устроил роскошный пир для своих приближённых и знати, Астинь также устроила отдельный пир для женщин. На седьмой день пира, когда «развеселилось сердце царя от вина», он приказал семерым своим евнухам,
чтобы они привели царицу Астинь пред лице царя в венце царском для того, чтобы показать народам и князьям красоту её; потому что она была очень красива. Но царица Астинь не захотела прийти по приказанию царя, объявленному чрез евнухов. И разгневался царь сильно, и ярость его загорелась в нём.Есф. 1:11–13
Он спросил своих советников, как наказать Астинь за непослушание. Князь Мемухан сказал, что царица причинила зло не только царю, но и всем мужьям Персии, жёны которых могли бы последовать её примеру и не слушаться. Он посоветовал царю отказаться от неё и найти себе другую жену. Артаксеркс последовал этому совету и послал во все области своего царства письма, гласившие, что муж должен быть главой своего дома. Позже он женился на Есфири, которая заменила ему Астинь.
Некоторые мидраши считают, что Артаксеркс приказал Астини явиться на пир обнажённой. Танцовщицы часто развлекали царских гостей, но персидский обычай, согласно которому «царица ещё в большей степени, чем жёны других мужчин, была сокрыта от глаз людей», делает это предположение маловероятным.

## Историчность
В XIX и начале XX веков комментаторы Библии пытались соотнести Астинь с персидскими царицами, которых упоминали греческие историки. Когда обнаружилось, что имена Артаксеркс и Ксеркс равнозначны, были попытки соотнести Артаксеркса с Ксерксом I, а Астинь — с его женой Аместридой, упоминаемой Геродотом. Однако традиционные источники считают, что в книге Есфирь речь идёт об Артаксерксе II. Доктор Якоб Хошандер, поддерживавший эту версию, предположил, что Астинь может быть женой Артаксеркса по имени Статира, которую упоминает Плутарх. Но обе эти гипотезы проблематичны. Аместрида оставалась у власти и после воцарения своего сына Артаксеркса I, к тому же позднее учёные отвергли предположение об идентичности Артаксеркса и Ксеркса. Не сходятся с библейским рассказом и детали жизни Статиры, так как её убила мать Артаксеркса II ещё до событий Пурима. (Считается, что у Артаксеркса II было 366 жён и наложниц.)
Персидская традиция, зафиксированная ат-Табари, считала Астинь отдельной исторической личностью.

## Значение имени
Значение имени Вашти (Астинь) неясно. В качестве современного персидского имени оно толкуется как «доброта», но скорее всего оно происходит от реконструированного древнеперсидского слова *vaištī, родственного прилагательному превосходной степени vahišta — «лучший, отличный», встречающемуся в Авесте. Окончание -ī означает женский род; таким образом, имя может означать «прекрасная женщина, лучшая из женщин».
Я. Хошандер предполагал, что и оно, и имя Статира произошли от отсутствующего в источниках слова vashtateira.
Словарь библейских имён Хичкока, вышедший в XIX веке, пытался толковать его как ивритское и предлагал такие значения, как «пьющая» и «нить». Исследователи, изучавшие историчность книги Есфирь, полагали, что имя может происходить от неизвестной эламской богини по имени Машти.
Вашти — одно из редких имён в Танахе, которое начинается с буквы «вав», и самое заметное из них. В иврите имена редко начинаются на «вав», так как есть тенденция её перехода в начале слова в «йод».

## В мидраше
Согласно мидрашу, Астинь была правнучкой вавилонского царя Навуходоносора II, внучкой Амель-Мардука и дочерью Валтасара. В правление Валтасара на Вавилон напали мидяне и персы, которые ночью взяли город и убили царя. Астинь, не зная о гибели отца, бежала в его покои и была там схвачена царём Дарием. Но Дарий сжалился над ней и отдал её в жёны своему сыну Артаксерксу.
Так как Астинь происходила от царя, изгнавшего иудеев из Иерусалима и разрушившего Храм, мидраш изображает её нечестивой и тщеславной. Поскольку царь приказал ей явиться на седьмой день пира, раввины говорили, что Астинь держала в рабстве иудеек и заставляла их работать в субботу. Её нежелание предстать перед царём и его захмелевшими гостями они объясняли не стыдливостью, а изуродовавшим её недугом. В одном рассказе говорится, что она заболела проказой, в другом к ней явился архангел Гавриил и «укрепил на ней хвост». Второй рассказ позже часто толковали как «эвфемизм для чудесного превращения в мужчину».
Мидраш сообщает, что Астинь также хорошо разбиралась в политике, а женский пир, который она устроила одновременно с царским, был дальновидным манёвром. Поскольку туда явились знатные женщины царства, то в случае попытки переворота у неё оказались бы ценные заложницы.
Хотя один мидраш называет Астинь нечестивой, в другом она предстаёт как благородная и мудрая женщина. Так о ней отзывались раввины Эрец-Исраэль. По их словам, она пыталась дать царю совет и послала ему три записки, где говорилось, что его требование непристойно и что это политическая ошибка.

## В феминизме
Во многих феминистских толкованиях книги Есфирь отказ Астини покориться зову пьяного мужа воспевается как героизм. Ранние феминистки восхищались её принципиальностью и храбростью. Гарриет Бичер-Стоу назвала её поступок «первым выступлением в защиту женских прав». Элизабет Кейди Стэнтон писала, что Астинь «прибавила славы своему времени и поколению… своим непокорством; ведь „Сопротивление тиранам есть послушание Богу“».
Современные феминистки, рассматривая книгу Есфирь, порой отзываются о личности и поступках Астини даже более уважительно, чем о её преемнице Есфири, героине истории Пурима. Мишель Ландсберг, еврейско-канадская феминистка, пишет: «Спасти еврейский народ было важно, но в то же время покорный, замкнутый образ жизни Есфири — полный архетип женщины 1950-х. Это отталкивало меня. Я подумала: а что не так с Астинью? Она обладала достоинством. Она обладала самоуважением. Она сказала: „Я не собираюсь танцевать для тебя и твоих приятелей“».

## В культуре
Образ Астини привлекает внимание деятелей искусства в конце XIX века. Англо-американский поэт, юрист и политик Джон Брейшоу Кей написал стихотворение об Астини (Vashti, 1894), в котором изобразил её как мудрую и добродетельную женщину, которую изгнали из-за дворцовых интриг. Она удочерила сироту по имени Мета, заботилась о ней и провела остаток жизни в уединении, но в окружении красот природы и в любви своей приёмной дочери.
Афроамериканская поэтесса Фрэнсес Э. У. Харпер примерно в это время также пишет стихотворение об Астини (Vashti, 1895). Самоуважение становится в нём силой, благодаря которой Астинь отказалась явиться на зов захмелевшего царя. В последних строках стиха она названа «женщиной, что могла согнуться от горя, но не склонилась бы перед стыдом».
Лассель Аберкромби, известный как «Георгианский лауреат», написал 40-страничную поэму «Астинь».
Отсылка к изгнанию Астини появляется в рассказе Люси Мод Монтгомери «Заблудшая верность», а в романе Сабина Бэринг-Гулда «Мехала» (1880) пастор сравнивает с ней главную героиню.
Фигура Астини привлекает внимание и позднее. Станция KPFA поставила радиоспектакль «Астинь, царица цариц», «основанный на первых шести стихах Книги Есфирь», который транслировался по Pacifica Radio в 1964 году.
Кроме того, имя Вашти носят персонажи некоторых литературных произведений, не связанных с библейским сюжетом, а также британская певица Вашти Баньян.